# Cypripedium wumengense
Cypripédium wumengense — травянистое растение; вид секции Trigonopedia рода Башмачок семейства Орхидные.
Относится к числу охраняемых видов (II приложение CITES).
Китайское название: 乌蒙杓兰 wu meng shao lan.

## Статус
Пернер Хольгер считает, Cyp. wumengense — идентичным Cypripedium margaritaceum, и расценивает их как синонимы.

## Распространение и экология
Китай (Юньнань).
Бамбуковые заросли на известняковых скалах на высотах около 2900 метров над уровнем моря.

## Ботаническое описание
Травянистый многолетник около 22 см в высоту. Стебель около 10 см, покрытые 3 влагалищами листьев.
Листовые пластинки зелёные, испещрённые фиолетовым, яйцевидно-эллиптические, 11—13 × 6,5—7 см, голое, остроконечные.
Соцветие верхушечное. Цветок с фиолетовыми пятнами и полосами, 6—7 см в диаметре. Спинной чашелистик широко яйцевидный, примерно 3,5 × 2,8 см, обе поверхности голые, реснитчатые; парус эллиптический, примерно 4,1 × 2 см, обе поверхности голые, реснитчатые. Лепестки косо-продолговато-яйцевидные, примерно 3,8 × 1,5 см, обе поверхности голые, реснитчатые; губа почти шаровидная, примерно 1,6 × 1,6 см. Стаминодий широкояйцевидный, примерно 5 × 7,5 мм.
Цветение в мае.

## В культуре
Отсутствует в культуре. Известен только из гербарного материала. Растения реализуемые под названием Cyp. wumengense, таковыми не являются. 